# Bulbe copulateur

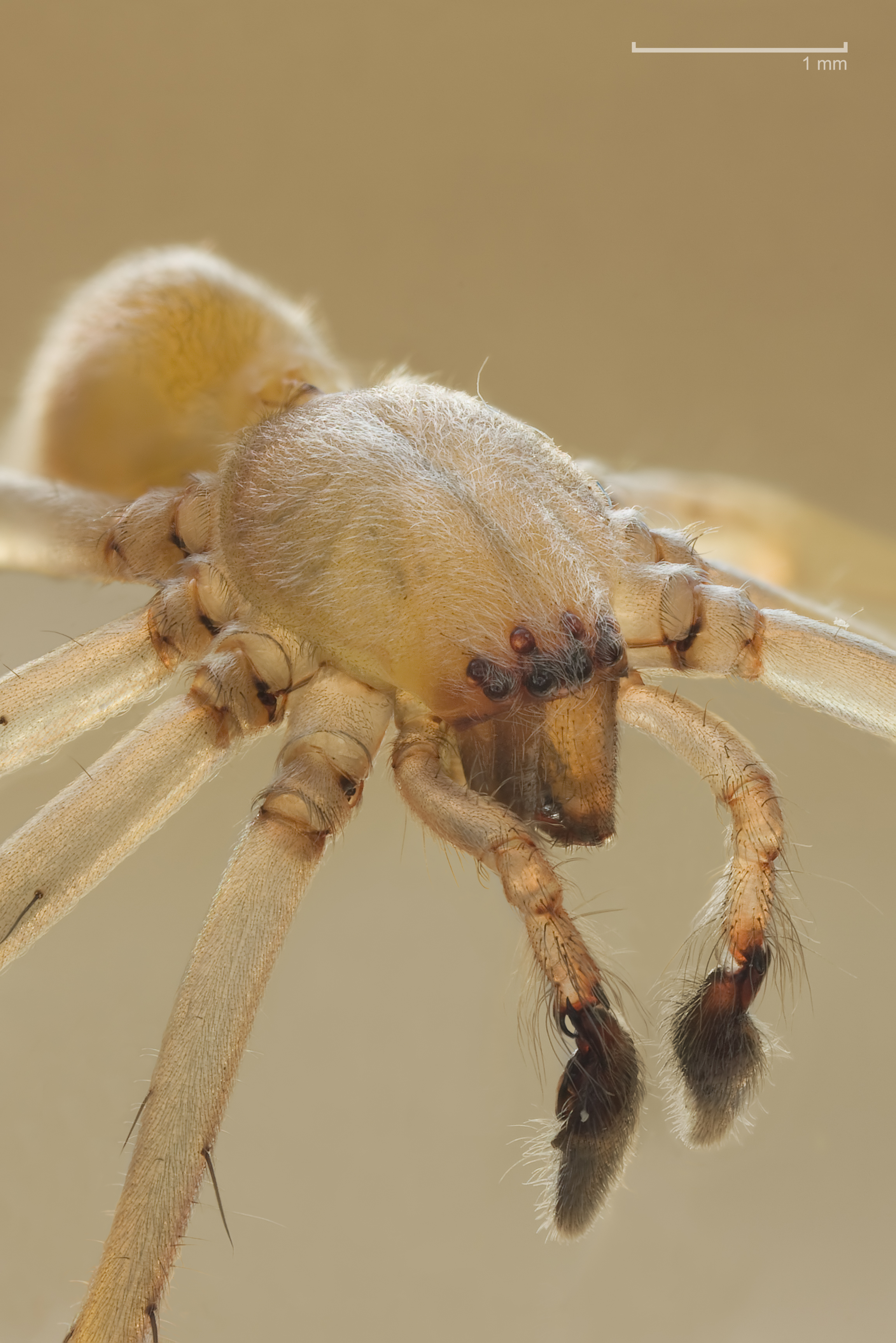
Mâle Cheiracanthium mildei montrant les larges bulbes copulateurs noirs à l'extrémité des pédipalpes.

Les deux bulbes copulateurs ou organes reproducteurs sont les organes copulatoires de l'araignée mâle.
Ils sont situés sur le dernier segment des pédipalpes (les « pattes de devant » de l'araignée), donnant à l'araignée mâle une apparence de boxeur muni de ses gants. Le bulbe copulateur ne produit pas de sperme, il est seulement utilisé pour le transfert vers la femelle. Ces bulbes ne sont entièrement développés que chez le mâle adulte et ne sont complètement visibles qu'après la dernière mue.
Chez la majorité des espèces d'araignées, les bulbes ont des formes complexes et sont très utiles pour l'identification.

## Structure
Le bulbe copulateur  de l'araignée adulte est porté par le dernier segment du pédipalpe. Ce segment est habituellement porteur de poils sensibles au toucher (serae) reliés à des nerfs. Le bulbe, lui, est entièrement dépourvu de nerfs et par conséquent de muscles et d'organes des sens puisque ces derniers en ont besoin pour fonctionner.
Le bulbe renferme un tube ou canal, habituellement enroulé, ouvert à une extrémité du bulbe et fermé à l'autre extrémité, dans lequel le sperme est stocké avant d'être utilisé pour inséminer une femelle. L'extrémité fermée peut être agrandie, formant un « fundus ». Le tube s'ouvre généralement sur une étroite pointe, l'« embolus » (style de l'organe copulateur mâle),,.
Les bulbes copulateurs ne sont complètement développés que chez les araignées mâles adultes. Ils se développent sur le dernier segment du palpe (le tarse) et ne sont complètement visibles qu'après la dernière mue. Chez certaines espèces, si l'on excepte le bulbe copulateur, le tarse est relativement identique. Dans la majorité des espèces, cependant, le tarse change de forme et constitue une structure en creux qui entoure et protège le bulbe. Il prend alors le nom de  "cymbium". La structure du bulbe palpatoire varie grandement. La plupart des espèces sont munies d'un bulbe constitué de trois pièces dures (sclérites), séparées du reste du palpe, et un autre par trois sacs élastiques appelés "haematodochae" (aussi écrit "hematodochae"). Normalement, les haematodochae sont applatis et plus ou moins cachés entre les groupes de sclérites mais ils peuvent être grossis par l'hémolymphe qui est pompée à l'intérieur, ce qui conduit les sclérites à bouger et être séparées.
Chez certaines espèces (Segestrioides), le bulbe est réduit à une simple structure en forme de poire.
Par contre, les membres de la famille des Entelegynae ont développé des palpes extrêmement élaborés avec des formes multiples et complexes  de sclérites.

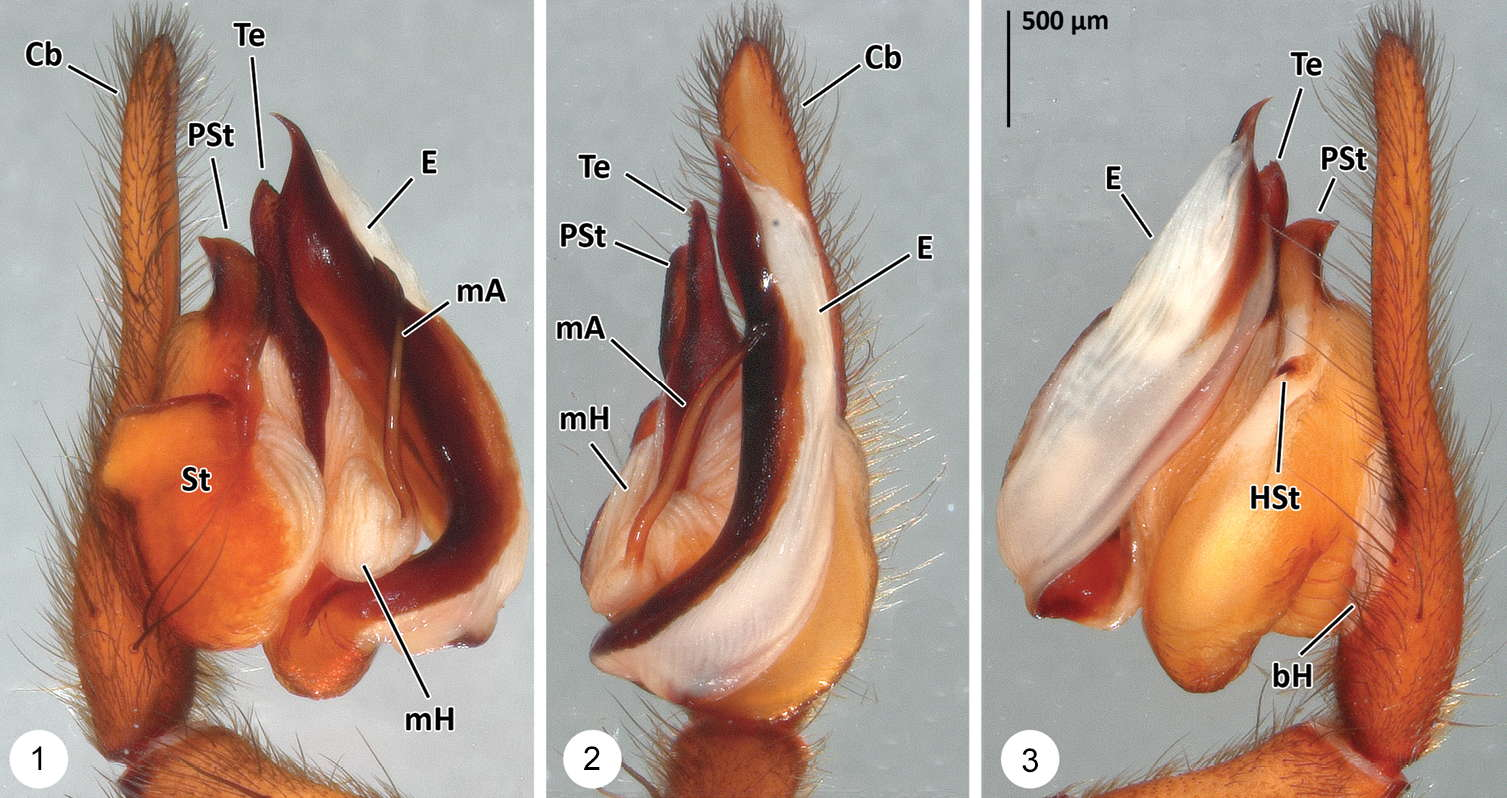
Bulbe copulateur de mâle Thaida chepu: 1 – de la gauche; 2 – du bas; 3 – de la droite
bH – hematodocha du bas; Cb – cymbium; E – embolus; HSt – crochet de subtegulum; mA – apophysis median; mH – hematodocha median; PSt – process de subtegulum; St – subtegulum; Te – tegulum
Voir le texte pour plus d'explications.

Les spécialistes des araignées (arachnologistes) ont développé une terminologie détaillée pour décrire les bulbes copulateurs, en commençant par l'extrémité la plus proche de la tête,, :
- le cymbium est le tarse modifié du palpe (Cb sur les images),
- l' haematodocha basal  ou  haematodocha proximal sépare le cymbium du groupe suivant de sclérites (bH sur l'image 3),
- le subtegulum est le principal sclérite du premier groupe (St sur l'image 1),
- l' haematodocha median sépare le subtegulum du groupe suivant de sclérites (mH sur les images 1 et 2),
- le tegulum est le sclérite principal dans le second groupe (Te sur les images), le long de l' apophysis median (mA sur les images 1 et 2),
- l' haematodocha distal sépare le tegulum du groupe final de sclérites (ne figure pas sur les images),
- l'embolus et le conductor sont les parties principales du troisième et dernier groupe de sclérites (E sur les images est l'embolus).

Les autres sclérites ou "protrusions" (apophyses) sont parfois aussi présentes. La diversité des bulbes copulateurs entélégynes  ne permet aucune certitude quant au nom exact employé pour décrire certaines structures (des confusions sont tout à fait possibles) (ce sont des homologues).

## Fonctions
Comme la plupart des arachnides, les araignées procèdent à une fertilisation interne par transfert indirect de sperme. Les testicules tubulaires de l'araignée mâle qui produisent le sperme sont situés dans l'abdomen. Le sperme est extrait du gonopore (ouverture génitale) du mâle et déposé à la surface d'une petite « toile à sperme » élaborée pour ce seul usage. Le mâle se déplace ensuite sous la toile et prend le sperme dans le canal du bulbe copulateur soit à travers la base de la toile, soit autour d'elle,.
Diverses propositions ont été faites pour expliquer comment le sperme était repris. La gravité et une action par capillarité sont deux des possibilités. Quand le canal spermatique comporte des parois rigides, le déplacement du liquide par l'épithélium les entourant peut permettre l'aspiration du sperme dans le canal. L'opération inverse peut expliquer comment le sperme est expulsé. Chez d'autres espèces, avec des parois du canal plus souples, des changements de pression de l'hémolymphe les entourant peuvent être une explication.
Pour la plupart des araignées, durant la copulation, seulement l'extrémité du bulbe, l'embolus, est insérée dans l'orifice de la femelle avant l'éjaculation du sperme. Chez une minorité d'entre elles, disposant de palpes plus simples, une plus grande partie du bulbe est insérée.
Comme le bulbe copulateur manque d'organes sensoriels, le mâle rencontre des difficultés pour s'assurer de la position correcte quand il entre en contact avec la femelle. Ces difficultés ont été décrites comme celles rencontrées par « des personnes tentant d'ajuster un mécanisme complexe, délicat, dans l'obscurité, comparable à une forme élaborée d'ongle de la main ».
Pour certaines espèces, un simulacre de « danse » à plusieurs pas est tenté. Les formes variées du palpe et du bulbe copulateur créent « un accrochage préliminaire » sur la femelle, constituant un support stable pour la suite, une position plus précise.
L'afflux d'haematochodae cause alors un brassage des différentes sclérites entre elles. Des détails précis se font jour suivant les espèces. Pour les Agelenopsis, l'embolus, à la pointe du bulbe, s'engage d'abord dans la femelle, après quoi l'hematodochae se répand et provoque la connexion entre les partenaires, avant que finalement l'embolus pénètre dans l'orifice copulatoire,.
Chez les Araneus, l'apophysis médian se crochète d'abord sur l'épigyne femelle, positionné par l'opérateur, avant que l'afflux d'hematodocha ne cause la rotation du tegulum, poussant l'embolus dans l'orifice copulatoire.

## Évolution et interprétation phylogénétique
Les Mesothelae qui ont divergé récemment présentent des bulbes copulateurs d'une complexité modérée.
Beaucoup de Mygalomorphae et les Haplogynae présentent des bulbes copulateurs moins complqués ; dans certains cas (Segestrioides), le bulbe est réduit à une seule structure en forme de poire. Par contre, les membres de la famille des Entelegynae ont développé des palpes extrêmement élaborés avec des formes multiples et complexes  de sclérites.
Deux explications sont proposées pour l'évolution des différentes formes de bulbes.
Les ancêtres de toutes les araignées modernes ont pu avoir des bulbes copulateurs modérément complexes. Les plus simples évoluant vers les Mygalomorphes et les Hyaplogynes et les plus complexes  donnant les Entélégynes. Alternativement, les araignées ancestrales peuvent avoir eu de simples bulbes avec une évolution parallèle vers les Mesothelae et les Entelegynae.
| Araneomorphae | \| \| Haplogynae \| \| \| \| \| \| Entelegynae \| \| \| \| |
|               | \| \| Haplogynae \| \| \| \| \| \| Entelegynae \| \| \| \| |
|               | Haplogynae                                                 |
|               |                                                            |
|               | Entelegynae                                                |
|               |                                                            |

|  | Haplogynae  |
|  |             |
|  | Entelegynae |
|  |             |

| Araneomorphae | \| \| Haplogynae \| \| \| \| \| \| Entelegynae \| \| \| \| |
|               | \| \| Haplogynae \| \| \| \| \| \| Entelegynae \| \| \| \| |
|               | Haplogynae                                                 |
|               |                                                            |
|               | Entelegynae                                                |
|               |                                                            |

|  | Haplogynae  |
|  |             |
|  | Entelegynae |
|  |             |

| Araneomorphae | \| \| Haplogynae \| \| \| \| \| \| Entelegynae \| \| \| \| |
|               | \| \| Haplogynae \| \| \| \| \| \| Entelegynae \| \| \| \| |
|               | Haplogynae                                                 |
|               |                                                            |
|               | Entelegynae                                                |
|               |                                                            |

|  | Haplogynae  |
|  |             |
|  | Entelegynae |
|  |             |

| Araneomorphae | \| \| Haplogynae \| \| \| \| \| \| Entelegynae \| \| \| \| |
|               | \| \| Haplogynae \| \| \| \| \| \| Entelegynae \| \| \| \| |
|               | Haplogynae                                                 |
|               |                                                            |
|               | Entelegynae                                                |
|               |                                                            |

|  | Haplogynae  |
|  |             |
|  | Entelegynae |
|  |             |

| Araneomorphae | \| \| Haplogynae \| \| \| \| \| \| Entelegynae \| \| \| \| |
|               | \| \| Haplogynae \| \| \| \| \| \| Entelegynae \| \| \| \| |
|               | Haplogynae                                                 |
|               |                                                            |
|               | Entelegynae                                                |
|               |                                                            |

|  | Haplogynae  |
|  |             |
|  | Entelegynae |
|  |             |

| Araneomorphae | \| \| Haplogynae \| \| \| \| \| \| Entelegynae \| \| \| \| |
|               | \| \| Haplogynae \| \| \| \| \| \| Entelegynae \| \| \| \| |
|               | Haplogynae                                                 |
|               |                                                            |
|               | Entelegynae                                                |
|               |                                                            |

|  | Haplogynae  |
|  |             |
|  | Entelegynae |
|  |             |

| Araneomorphae | \| \| Haplogynae \| \| \| \| \| \| Entelegynae \| \| \| \| |
|               | \| \| Haplogynae \| \| \| \| \| \| Entelegynae \| \| \| \| |
|               | Haplogynae                                                 |
|               |                                                            |
|               | Entelegynae                                                |
|               |                                                            |

|  | Haplogynae  |
|  |             |
|  | Entelegynae |
|  |             |

| Araneomorphae | \| \| Haplogynae \| \| \| \| \| \| Entelegynae \| \| \| \| |
|               | \| \| Haplogynae \| \| \| \| \| \| Entelegynae \| \| \| \| |
|               | Haplogynae                                                 |
|               |                                                            |
|               | Entelegynae                                                |
|               |                                                            |

|  | Haplogynae  |
|  |             |
|  | Entelegynae |
|  |             |

| Araneomorphae | \| \| Haplogynae \| \| \| \| \| \| Entelegynae \| \| \| \| |
|               | \| \| Haplogynae \| \| \| \| \| \| Entelegynae \| \| \| \| |
|               | Haplogynae                                                 |
|               |                                                            |
|               | Entelegynae                                                |
|               |                                                            |

|  | Haplogynae  |
|  |             |
|  | Entelegynae |
|  |             |

| Araneomorphae | \| \| Haplogynae \| \| \| \| \| \| Entelegynae \| \| \| \| |
|               | \| \| Haplogynae \| \| \| \| \| \| Entelegynae \| \| \| \| |
|               | Haplogynae                                                 |
|               |                                                            |
|               | Entelegynae                                                |
|               |                                                            |

|  | Haplogynae  |
|  |             |
|  | Entelegynae |
|  |             |

| Araneomorphae | \| \| Haplogynae \| \| \| \| \| \| Entelegynae \| \| \| \| |
|               | \| \| Haplogynae \| \| \| \| \| \| Entelegynae \| \| \| \| |
|               | Haplogynae                                                 |
|               |                                                            |
|               | Entelegynae                                                |
|               |                                                            |

|  | Haplogynae  |
|  |             |
|  | Entelegynae |
|  |             |

| Araneomorphae | \| \| Haplogynae \| \| \| \| \| \| Entelegynae \| \| \| \| |
|               | \| \| Haplogynae \| \| \| \| \| \| Entelegynae \| \| \| \| |
|               | Haplogynae                                                 |
|               |                                                            |
|               | Entelegynae                                                |
|               |                                                            |

|  | Haplogynae  |
|  |             |
|  | Entelegynae |
|  |             |

| Araneomorphae | \| \| Haplogynae \| \| \| \| \| \| Entelegynae \| \| \| \| |
|               | \| \| Haplogynae \| \| \| \| \| \| Entelegynae \| \| \| \| |
|               | Haplogynae                                                 |
|               |                                                            |
|               | Entelegynae                                                |
|               |                                                            |

|  | Haplogynae  |
|  |             |
|  | Entelegynae |
|  |             |

| Araneomorphae | \| \| Haplogynae \| \| \| \| \| \| Entelegynae \| \| \| \| |
|               | \| \| Haplogynae \| \| \| \| \| \| Entelegynae \| \| \| \| |
|               | Haplogynae                                                 |
|               |                                                            |
|               | Entelegynae                                                |
|               |                                                            |

|  | Haplogynae  |
|  |             |
|  | Entelegynae |
|  |             |

| Araneomorphae | \| \| Haplogynae \| \| \| \| \| \| Entelegynae \| \| \| \| |
|               | \| \| Haplogynae \| \| \| \| \| \| Entelegynae \| \| \| \| |
|               | Haplogynae                                                 |
|               |                                                            |
|               | Entelegynae                                                |
|               |                                                            |

|  | Haplogynae  |
|  |             |
|  | Entelegynae |
|  |             |

| Araneomorphae | \| \| Haplogynae \| \| \| \| \| \| Entelegynae \| \| \| \| |
|               | \| \| Haplogynae \| \| \| \| \| \| Entelegynae \| \| \| \| |
|               | Haplogynae                                                 |
|               |                                                            |
|               | Entelegynae                                                |
|               |                                                            |

|  | Haplogynae  |
|  |             |
|  | Entelegynae |
|  |             |

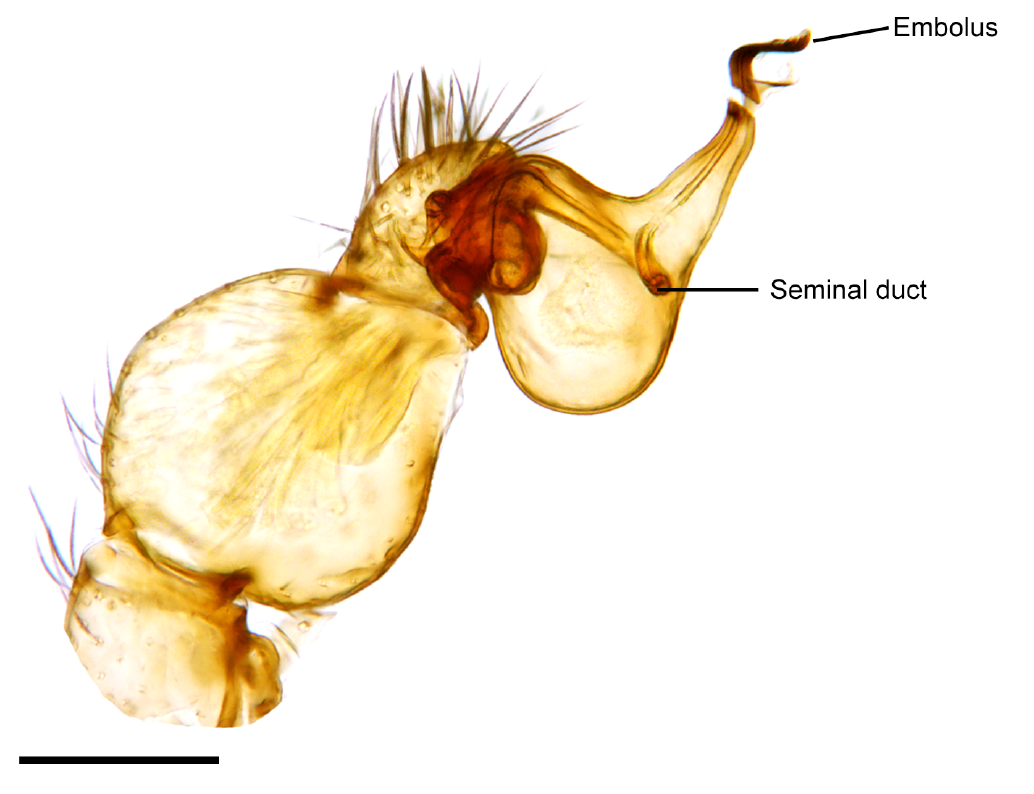
Bulbe copulateur simple de Unicorn catleyi, un membre du groupe des araignées Haplogynae.

Différentes explications ont été fournies pour l'évolution de la structure des palpes trouvés dans les groupes d'araignées. L'une est la théorie du "lock-and-key". L'épigyne de la femelle a aussi une forme complexe et l'étude de couples tués instantanément pendant la copulation montre un emboitement précis  entre les structures mâle et femelle. Aussi, les structures des deux bulbes de chaque sexe pourraient avoir évolué de manière à s'assurer qu'uniquement les individus de la même espèce puissent s'accoupler. Cependant, cette théorie implique qu'une espèce longtemps séparée  des autres (par exemple sur une île ou dans une grotte) devrait avoir des structures moins complexes. Ce qui n'a pas été observé.
Une autre explication  serait « un choix cryptique de la femelle ». Comme l'emboîtement parfait des structures mâle et femelle est difficile à réaliser, les pièces génitales de la femelle pourraient avoir évolué de manière à être sûre que seuls les mâles  de « bonne qualité » copulatoire soient capables de s'accoupler, augmentant ainsi les possibilités de copuler avec succès.

## Source
- (en) Cet article est partiellement ou en totalité issu de l’article de Wikipédia en anglais intitulé « Palpal bulb » (voir la liste des auteurs).